# Цитаринові
Цитаринові (Citharinidae) — африканська родина прісноводних харациноподібних риб.
Раніше включала також представників підродини Distichodontinae, яка згодом отримала статус окремої родини Distichodontidae. Разом вони утворюють підряд Citharinoidei. Окремі автори навіть уважають цю групу риб окремим рядом Cithariniformes.
Цитаринові мають велику кількість морфологічних синапоморфій, що відрізняють їх від інших харациноподібних. Тіло високе, спинний та анальний плавці відносно довгі, верхня щелепа зменшена й не має зубів. Луски в представників родів Citharinus і Citharinops циклоїдні, монотипний рід Citharidium відзначається унікальною для харациноподібних формою ктеноїдних лусок. Максимальна стандартна (без хвостового плавця) довжина становить 84 см (Citharinops distichodoides, Citharinus latus). Відмінності між окремими видами незначні.
До складу родини Citharinidae входять 3 роди, які включають 8 видів:
- Citharidium  Boulenger, 1902 (1 вид)
- Citharinops  Daget, 1962 (1 вид)
- Citharinus  Cuvier, 1816 (6 видів)